# 右旋性大血管転位
右旋性大血管転位（うせんせいだいけっかんてんい、英: dextro-transposition of the great arteries、d-TGA）または完全大血管転位（かんぜんだいけっかんてんい、英: complete transposition of the great arteries, cTGA）とは大血管転位の一つ。D型大血管転位とも言われる。

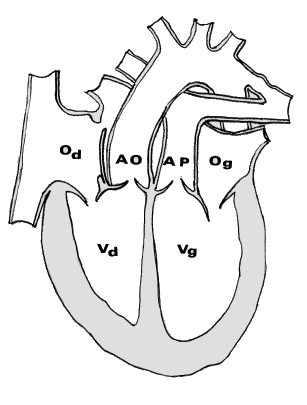
右旋性大血管転位の血行動態

## 病態
左右の心室と大血管（大動脈と肺動脈）の関係が逆転した疾患で、左心室から肺動脈、右心室から大動脈が起始しており、このままでは下記のように体循環と肺循環が完全に分離された状態であるため、実際はどこかで動脈血と静脈血が混合（ミキシング）していないと生存不可能。チアノーゼ性心疾患ではファロー四徴症に次いで多く、先天性心疾患の2.2％を占めると考えられている。
- 大静脈 →　右心房 →　右心室 →　大動脈
- 肺静脈 →　左心房 →　左心室 →　肺動脈

この混合箇所によって血液動態が異なり、I型、II型、III型に分類される。
I型完全大血管転位症（心室中隔欠損がないもの）
心室側でミキシングが起きないため、心房でミキシングがおきる必要があり卵円孔開存か心房中隔欠損を併発している。
これらの穴が小さいとミキシングが起きにくいため出生直後から高度のチアノーゼ、逆に大きい場合はチアノーゼは軽度でも出生後1週間ほどで肺血管抵抗性が下がると肺血流量が著明に増大（左心室が大動脈に送るときの圧力で肺動脈に血流を送るため）して、肺鬱血を起こし呼吸障害を起こす。
動脈管開存も伴う場合があり、この場合は「右心室 →　大動脈 → 動脈管 →　肺動脈 →　肺静脈 →　肺 →　左心房」というルートも生じるのでチアノーゼはさらに軽くなるが、やはり肺血流量増加に伴う肺鬱血が生じるため放置すると新生児期に心不全を起こす。
上記の理由でミキシングの程度にもよるが、基本的に動静脈の混合が不十分で強い低酸素血症を示し予後不良。
II型完全大血管転位症（心室中隔欠損があるもの）
心室中隔欠損の穴が大きくミキシングが多いのでチアノーゼは軽度だが、こちらも出生後1週間ほどで肺血管抵抗性が下がると、肺鬱血を起こし呼吸障害を来たす。
III型完全大血管転位症（心室中隔欠損に肺動脈狭窄が合併しているもの）
肺動脈狭窄のため肺血流量が少なくなり、ミキシングが不十分で出生直後からチアノーゼが見られるが、肺鬱血も少ないので出生後1週間ほどしても比較的呼吸困難は重篤にはならない。
上記の理由により、自然予後は3つの内ではもっともよい。

## 臨床像
出生直後よりチアノーゼ、多呼吸、呼吸困難。
胸部X線検査では心基部で大動脈と肺動脈が前後に並ぶため上部縦郭陰影が狭くなり、卵を横に寝かせた形態（卵型心陰影）になる。肺血管陰影はI型とII型は増加するが、III型は減少する。断層心エコー検査で前方の右室と後方の左室からそれぞれ大血管が起始して後者が肺静脈（後方に走ってすぐに左右分岐する）であれば完全大血管転位症と診断できる。
大血管の位置以外の心臓の形態的変化は型により異なり、I型＝右室肥大・左室壁厚菲薄化、II型＝左室と右室双方拡大・肺動脈拡大、III型＝肺血管縮小・左室容積減少が起きる。

## 治療
前述のようにミキシングが起きないと生存不可能なため、診断に至ったら生存が動脈管依存の場合（主にミキシングの少ないI型や肺血流の少ないIII型など）は動脈管を開存状態で維持するためプロスタグランジンE1を持続点滴静注させ、さらにチアノーゼが改善しない場合は心房のミキシングが少ないので、バルーン付きカテーテルを心房の欠損孔に差し込んで広げる「バルーン心房中隔裂開術（balloon atrial septostomy BAS）」を実施することもある。
その後は型によって下記のように手術方法が異なる。
I型
生後2週間以内（生後1～2週）に大動脈と肺動脈を切断してつけ変え、冠動脈を旧肺動脈基部（左心室側）につけなおす大動脈スイッチ手術(大血管転換手術、ジャテーン（Jatene）手術)を行う。
「生後2週間以内」と急ぐ理由は生後1週間を過ぎると肺の血管抵抗が下がってくることで、（この症例の場合肺動脈につながっている）左心室の筋肉が弱体化し大動脈側につなぎなおしても血液を全身に送り出すパワーがなくなり、Jatene手術をしても心不全を起こす危険があるため。もし診断が遅れて左室収縮力が衰えた場合は肺動脈絞扼術やブラロック‐トーシッヒ（Blalock-Taussig）手術で左室を鍛えてから根治手術。
II型
I型とほぼ一緒だが、この型は肺血流量が多すぎる場合があるので肺動脈絞扼術により肺血流量を制御する。こちらはJatene手術までの日数に少し猶予があり、生後4週間以内（あるいは生後1～2か月）までにJatene手術を行い、この時同時に心室中隔欠損も塞ぐ。
III型
肺動脈発育不全を伴っていることが多く、大動脈スイッチ手術をいきなり実施できない代わりに肺鬱血が少なく急いで手術をする必要も少ないので、ケースバイケースで時期を決めるが、通常は肺動脈血管抵抗が十分低下してからブラロック‐トーシッヒ（Blalock-Taussig）手術などの体肺動脈短絡術で肺血流を確保して肺動脈の発育促進、1歳前後（あるいは生後3～4歳）で心室中隔欠損経由の導管（欠損部パッチも兼ねる）で大動脈と左心室、心外導管で右心室と肺動脈を接続するラステリ（Rastelli）手術を行う。
Jatene手術とRastelli手術以外に、心房位で動脈血と静脈血を逆転させるセニング（Seninng）手術やマスタード（Mustard）手術という根治手術もあるが、これらの手術は術後長期にわたって右室不全、不整脈をきたすので左室側の弁異常など特殊な場合にしか行われない。

## 予後
完全大血管転位は手術をしない場合の死亡率が非常に高い。
ジャテーン手術の成功率は90％を超える。手術後の問題点としては肺動脈狭窄や大動脈弁逆流を起こす場合がある。20年後生存率は70％以上でもある。